# Medicago edgeworthii
Medicago edgeworthii är en ärtväxtart som beskrevs av Sirj. Medicago edgeworthii ingår i släktet luserner, och familjen ärtväxter. Inga underarter finns listade i Catalogue of Life.